# Eupanacra variolosa
Eupanacra variolosa là một loài bướm đêm thuộc họ Sphingidae. Loài này được tìm thấy ở đông bắc Ấn Độ, Bangladesh, tây nam Trung Quốc, Thái Lan, Malaysia (Bán đảo, Sarawak) và Indonesia (Sumatra, Java, Kalimantan).
Sải cánh dài 56–80 mm. Nó giống với Eupanacra busiris atima ngoại trừ khác biệt ở rìa ngoài cánh trước.
Ấu trùng ăn Scindapsus pictus và Scindapsus aureus ở Thái Lan.

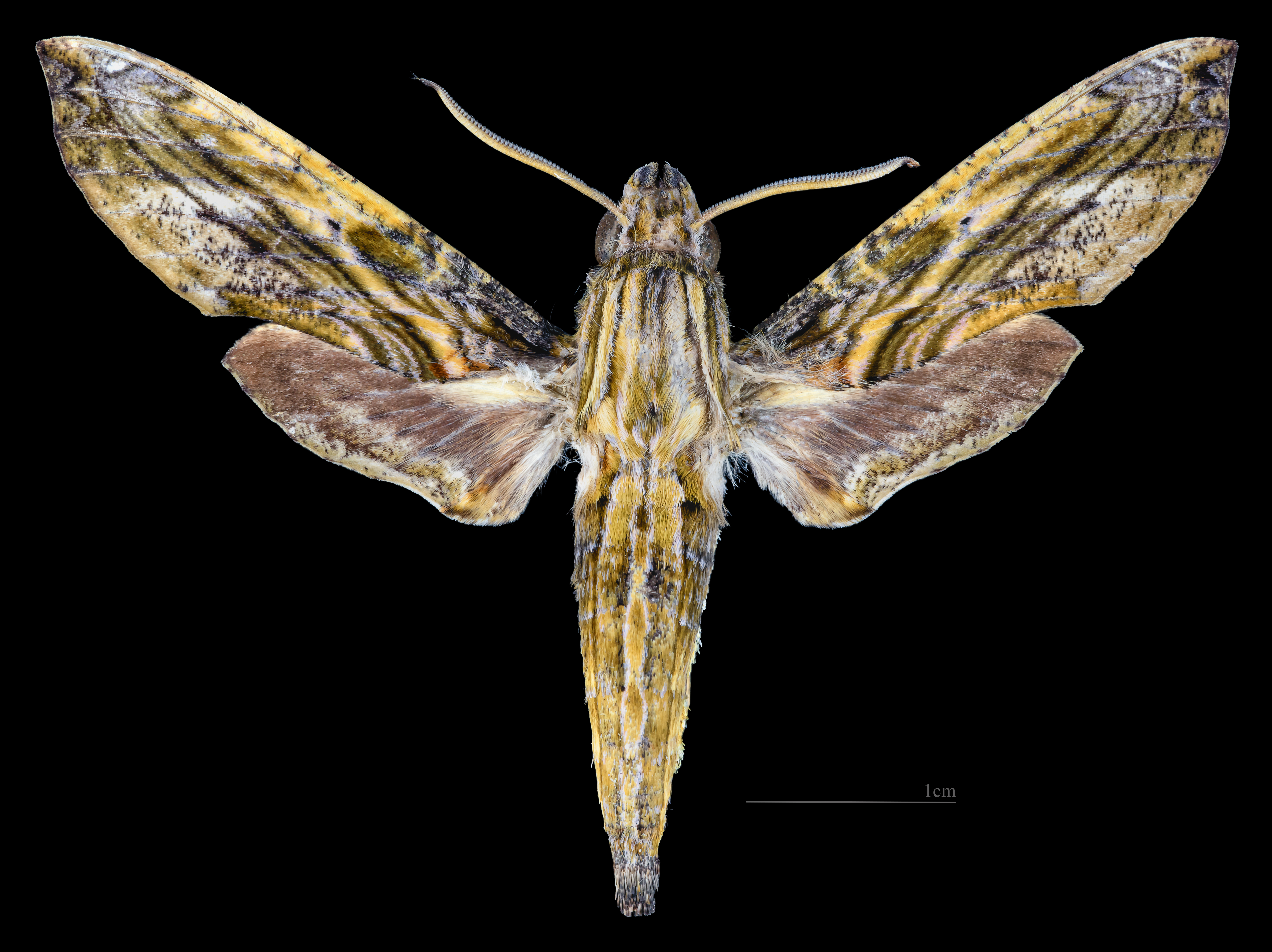
Eupanacra variolosa ♂
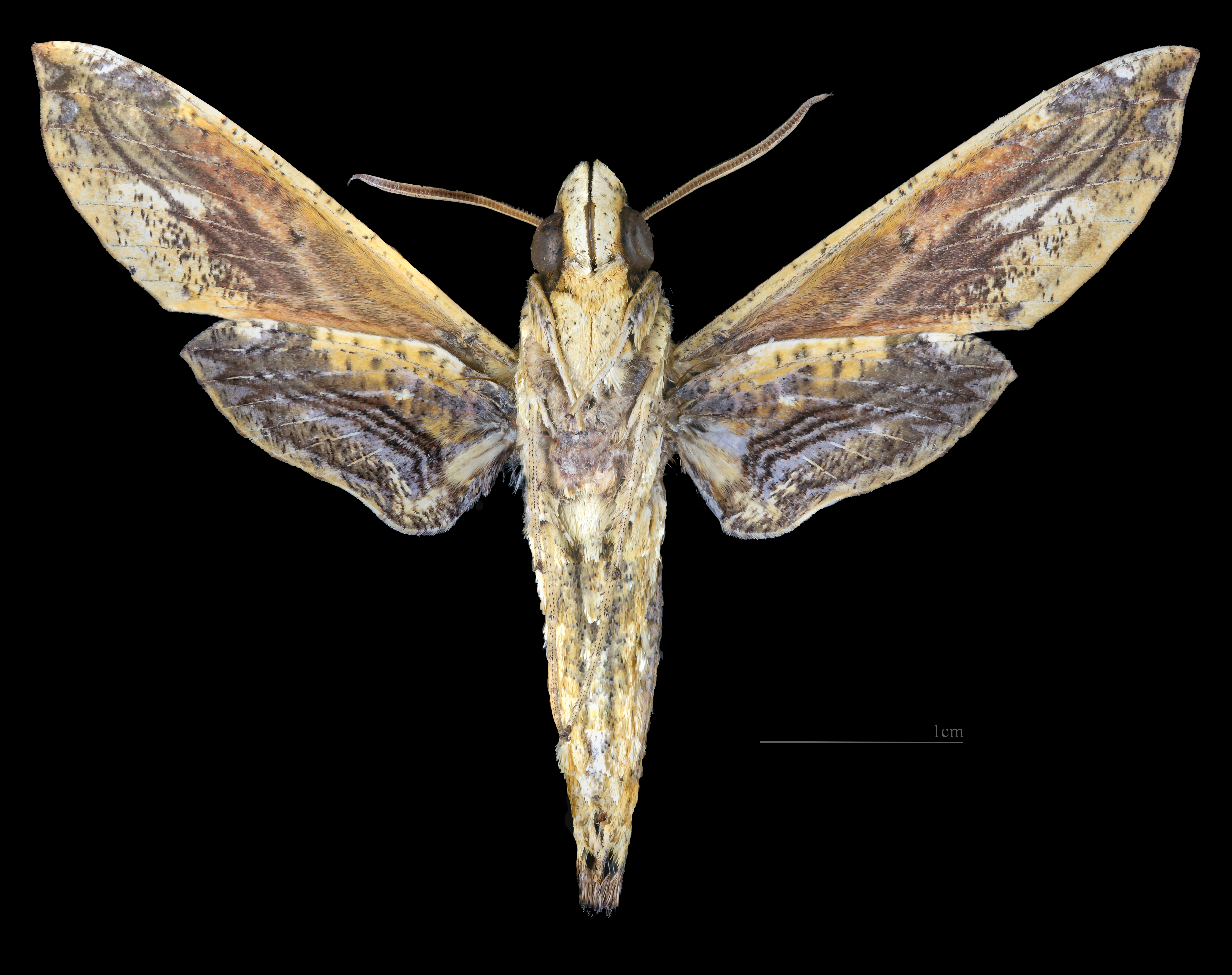
Eupanacra variolosa ♂ △